# ムーニーブ・ジョゼフズ
ムーニーブ・ジョゼフズ（Moeneeb Josephs, 1980年5月19日 - ）は、南アフリカ共和国・ケープタウン出身の元サッカー選手。現役時代のポジションはゴールキーパー。

## 経歴
1997年、南アフリカ共和国のチームであるケープタウン・スパーズFC（現在のアヤックス・ケープタウンFC）に17歳で入団する。
2003年からは南アフリカ共和国代表でもプレーしており、2009年には南アフリカ共和国のサポーターアンケートで最も代表にふさわしいゴールキーパーとして選出されている。

## 代表歴

### 出場大会
- 南アフリカ代表
  - 2010 FIFAワールドカップ

### 試合数
- 国際Aマッチ 24試合 0得点（2003年-2014年）[1]

| 南アフリカ代表 | 国際Aマッチ | 国際Aマッチ |
| 年             | 出場        | 得点        |
| -------------- | ----------- | ----------- |
| 2003           | 2           | 0           |
| 2004           | 1           | 0           |
| 2005           | 0           | 0           |
| 2006           | 0           | 0           |
| 2007           | 4           | 0           |
| 2008           | 5           | 0           |
| 2009           | 3           | 0           |
| 2010           | 5           | 0           |
| 2011           | 2           | 0           |
| 2012           | 1           | 0           |
| 2013           | 0           | 0           |
| 2014           | 1           | 0           |
| 通算           | 24          | 0           |